# USL League One 2021
La USL League One 2021 fue la tercera temporada de la USL League One. Comenzó el 10 de abril de 2021 con la temporada regular y finalizó el 20 de noviembre con la final. 
North Carolina FC se unió a la liga para esta temporada, después de dejar la USL en lo que el equipo llamó un "movimiento estratégico" para mejorar su camino de desarrollo juvenil.

## Equipos participantes
| Club                      | Ciudad                       | Estadio                                                        | Capacidad        | Fundación        | Afiliación       | Entrenador       | MLS/USL Afiliado       |
| Equipos Actuales          | Equipos Actuales             | Equipos Actuales                                               | Equipos Actuales | Equipos Actuales | Equipos Actuales | Equipos Actuales | Equipos Actuales       |
| ------------------------- | ---------------------------- | -------------------------------------------------------------- | ---------------- | ---------------- | ---------------- | ---------------- | ---------------------- |
| Chattanooga Red Wolves SC | Chattanooga, Tennessee       | CHI Memorial Stadium                                           | 5,000            | 2018             | 2019             | Jimmy Obleda     |                        |
| Fort Lauderdale CF        | Fort Lauderdale, Florida     | DRV PNK Stadium                                                | 19,000           | 2019             | 2020             | Darren Powell    | Inter Miami CF         |
| Forward Madison FC        | Madison, Wisconsin           | Breese Stevens Field                                           | 5,000            | 2018             | 2019             | Carl Craig       | Chicago Fire FC        |
| Greenville Triumph SC     | Greenville, Carolina del Sur | Legacy Early College Field                                     | 4,000            | 2018             | 2019             | John Harkes      |                        |
| New England Revolution II | Foxborough, Massachusetts    | Gillette Stadium                                               | 20,000           | 2019             | 2020             | Clint Peay       | New England Revolution |
| North Carolina FC         | Gary, Carolina del Norte     | WakeMed Soccer Park                                            | 10,000           |                  |                  | John Bradford    |                        |
| North Texas SC            | Arlington, Texas             | Globe Life Park in Arlington                                   | 48,114           | 2018             | 2019             | Eric Quill       | FC Dallas              |
| Richmond Kickers          | Richmond, Virginia           | City Stadium                                                   | 22,611           | 1993             | 2019             | Darren Sawatzky  |                        |
| South Georgia Tormenta FC | Statesboro, Georgia          | Erk Russell Park                                               | 3,500            | 2019             | 2020             | Ian Cameron      |                        |
| Toronto FC II             | Toronto, Ontario             | Grande Sports World Osceola County Stadium BMO Training Ground | ? 5.400 ?        | 2014             | 2019             | Mike Muñoz       | Toronto FC             |
| FC Tucson                 | Tucson, Arizona              | Kino Sports Complex                                            | 3,500            | 2010             | 2019             | John Galas       | Phoenix Rising FC      |
| Union Omaha               | Papillion, Nebraska          | Werner Park                                                    | 9,023            | 2019             | 2020             | Jay Mims         |                        |

## Clasificación
| Pos. | Equipo                    | Pts. | PJ | G  | E  | P  | GF | GC | Dif. | Clasificación 2021                 |
| ---- | ------------------------- | ---- | -- | -- | -- | -- | -- | -- | ---- | ---------------------------------- |
| 1    | Union Omaha               | 51   | 28 | 14 | 9  | 5  | 44 | 22 | +22  | Clasificado a las semifinales      |
| 2    | Greenville Triumph SC     | 45   | 28 | 12 | 9  | 7  | 36 | 29 | +7   | Clasificado a las semifinales      |
| 3    | Chattanooga Red Wolves    | 44   | 28 | 11 | 11 | 6  | 37 | 29 | +8   | Clasificado a los cuartos de final |
| 4    | FC Tucson                 | 40   | 28 | 11 | 7  | 10 | 44 | 42 | +2   | Clasificado a los cuartos de final |
| 5    | Richmond Kickers          | 40   | 28 | 11 | 7  | 10 | 35 | 36 | −1   | Clasificado a los cuartos de final |
| 6    | North Texas SC            | 40   | 28 | 10 | 10 | 8  | 40 | 32 | +8   | Clasificado a los cuartos de final |
| 7    | Toronto FC II             | 38   | 28 | 10 | 8  | 10 | 34 | 32 | +2   |                                    |
| 8    | New England Revolution II | 37   | 28 | 11 | 4  | 13 | 33 | 39 | −6   |                                    |
| 9    | Forward Madison FC        | 36   | 28 | 8  | 12 | 8  | 32 | 34 | −2   |                                    |
| 10   | Fort Lauderdale CF        | 31   | 28 | 8  | 7  | 13 | 40 | 49 | −9   |                                    |
| 11   | Tormenta FC               | 30   | 28 | 8  | 6  | 14 | 36 | 47 | −11  |                                    |
| 12   | North Carolina FC         | 25   | 28 | 7  | 4  | 17 | 30 | 50 | −20  |                                    |

Actualizado a los partidos jugados el 30 de octubre de 2021.
 Fuente: USL League One

## Fixture
| Fort Lauderdale CF        | 0 - 1 | New England Revolution II | DRV PNK Stadium  | 10 de abril | 20:30 |
| Tormenta FC               | 0 - 1 | Fort Lauderdale CF        | Erk Russell Park | 17 de abril | 20:00 |
| New England Revolution II | 0 - 3 | Richmond Kickers          | Gillette Stadium | 17 de abril | 20:00 |

| Richmond Kickers      | 0 - 1 | Greenville Triumph SC | City Stadium                 | 24 de abril | 19:30 |
| Union Omaha           | 2 - 0 | Tormenta FC           | Werner Park                  | 24 de abril | 20:00 |
| North Texas           | 4 - 2 | Fort Lauderdale CF    | Globe Life Park in Arlington | 24 de abril | 21:30 |
| Greenville Triumph SC | 4 - 0 | North Texas           | Legacy Early College Field   | 1 de abril  | 20:00 |
| Tormenta FC           | 3 - 1 | FC Tucson             | Erk Russell Park             | 1 de abril  | 20:00 |

| Fort Lauderdale CF | 2 - 1 | Richmond Kickers          | DRV PNK Stadium              | 2 de mayo | 20:30 |
| Fort Lauderdale CF | 0 - 2 | Union Omaha               | DRV PNK Stadium              | 7 de mayo | 20:30 |
| Richmond Kickers   | 2 - 0 | Tormenta FC               | City Stadium                 | 8 de mayo | 19:30 |
| North Carolina FC  | 1 - 2 | Greenville Triumph SC     | WakeMed Soccer Park          | 8 de mayo | 20:00 |
| North Texas SC     | 0 - 1 | Chattanooga Red Wolves SC | Globe Life Park in Arlington | 8 de mayo | 21:30 |
| FC Tucson          | 1 - 1 | Forward Madison FC        | Kino Sports Complex          | 8 de mayo | 23:00 |

| New England Revolution II | 0 - 1 | Union Omaha               | Gillette Stadium             | 12 de mayo | 18:00 |
| Forward Madison FC        | 1 - 0 | North Carolina FC         | Breese Stevens Field         | 15 de mayo | 21:00 |
| Greenville Triumph SC     | 1 - 1 | Union Omaha               | Legacy Early College Field   | 16 de mayo | 17:00 |
| North Texas SC            | 2 - 1 | Tormenta FC               | Globe Life Park in Arlington | 16 de mayo | 20:00 |
| Fort Lauderdale CF        | 5 - 1 | FC Tucson                 | DRV PNK Stadium              | 16 de mayo | 20:30 |
| New England Revolution II | 2 - 2 | Chattanooga Red Wolves SC | Gillette Stadium             | 16 de mayo | 21:30 |

| Richmond Kickers       | 0 - 0 | North Carolina FC     | City Stadium         | 22 de mayo | 19:30 |
| Chattanooga Red Wolves | 2 - 1 | Fort Lauderdale CF    | CHI Memorial Stadium | 22 de mayo | 20:00 |
| Tormenta FC            | 0 - 1 | Greenville Triumph SC | Erk Russell Park     | 22 de mayo | 20:00 |
| Toronto FC II          | 2 - 1 | North Texas SC        | Grande Sports World  | 22 de mayo | 23:00 |
| Forward Madison FC     | 1 - 0 | Union Omaha           | Breese Stevens Field | 26 de mayo | 21:00 |
| Toronto FC II          | 1 - 2 | FC Tucson             | Grande Sports World  | 26 de mayo | 21:00 |

| New England Revolution II | 1 - 0 | Fort Lauderdale CF | Gillette Stadium             | 28 de marzo | 18:00 |
| North Texas SC            | 1 - 1 | Toronto FC II      | Globe Life Park in Arlington | 29 de mayo  | 18:30 |
| Chattanooga Red Wolves    | 2 - 1 | Richmond Kickers   | CHI Memorial Stadium         | 29 de mayo  | 20:00 |
| North Carolina FC         | 1 - 2 | FC Tucson          | WakeMed Soccer Park          | 29 de mayo  | 20:00 |
| Tormenta FC               | 1 - 3 | Forward Madison FC | Erk Russell Park             | 29 de mayo  | 20:00 |
| Fort Lauderdale CF        | 2 - 2 | Forward Madison FC | DRV PNK Stadium              | 1 de junio  | 20:30 |
| Toronto FC II             | 1 - 1 | Union Omaha        | Grande Sports World          | 2 de junio  | 23:00 |

| Richmond Kickers   | 3 - 2 | New England Revolution II | City Stadium         | 5 de junio | 19:30 |
| North Carolina FC  | 1 - 2 | Fort Lauderdale CF        | WakeMed Soccer Park  | 5 de junio | 20:00 |
| Tormenta FC        | 1 - 0 | Chattanooga Red Wolves    | Erk Russell Park     | 5 de junio | 21:00 |
| FC Tucson          | 1 - 1 | Toronto FC II             | Kino Sports Complex  | 5 de junio | 23:00 |
| Forward Madison FC | 1 - 2 | Union Omaha               | Breese Stevens Field | 6 de junio | 19:00 |

| Toronto FC II      | 0 - 1 | Tormenta FC               | Osceola County Stadium       | 9 de junio  | 20:00 |
| Forward Madison FC | 0 - 0 | Richmond Kickers          | Breese Stevens Field         | 12 de junio | 21:00 |
| Union Omaha        | 4 - 2 | New England Revolution II | Werner Park                  | 12 de junio | 21:00 |
| FC Tucson          | 2 - 3 | Chattanooga Red Wolves SC | Kino Sports Complex          | 12 de junio | 23:00 |
| North Texas        | 3 - 0 | Greenville Triumph SC     | Globe Life Park in Arlington | 13 de junio | 20:00 |
| Tormenta FC        | 1 - 0 | Toronto FC II             | Erk Russell Park             | 13 de junio | 21:00 |

| Greenville Triumph SC | 2 - 1 | North Carolina FC         | Legacy Early College Field   | 16 de junio | 20:00 |
| Fort Lauderdale CF    | 2 - 2 | Toronto FC II             | DRV PNK Stadium              | 16 de junio | 20:30 |
| Richmond Kickers      | 1 - 1 | Union Omaha               | City Stadium                 | 19 de junio | 19:00 |
| Toronto FC II         | 2 - 1 | Fort Lauderdale CF        | Osceola County Stadium       | 19 de junio | 20:00 |
| Forward Madison FC    | 0 - 2 | New England Revolution II | Breese Stevens Field         | 19 de junio | 21:00 |
| Tormenta FC           | 3 - 1 | Greenville Triumph SC     | Erk Russell Park             | 19 de junio | 21:00 |
| North Texas           | 0 - 0 | FC Tucson                 | Globe Life Park in Arlington | 19 de junio | 21:30 |

| Chattanooga Red Wolves SC | 3 - 2 | North Carolina FC     | CHI Memorial Stadium       | 20 de junio | 20:00 |
| Toronto FC II             | 3 - 1 | Tormenta FC           | Osceola County Stadium     | 23 de junio | 20:00 |
| Greenville Triumph SC     | 2 - 2 | Forward Madison FC    | Legacy Early College Field | 23 de junio | 20:00 |
| North Carolina FC         | 2 - 1 | Richmond Kickers      | WakeMed Soccer Park        | 25 de junio | 20:00 |
| Chattanooga Red Wolves SC | 1 - 1 | Greenville Triumph SC | CHI Memorial Stadium       | 26 de junio | 20:00 |
| New England Revolution II | 3 - 0 | North Texas SC        | Gillette Stadium           | 26 de junio | 20:00 |
| Fort Lauderdale CF        | 2 - 1 | Toronto FC II         | DRV PNK Stadium            | 26 de junio | 20:30 |
| Union Omaha               | 1 - 0 | FC Tucson             | Werner Park                | 26 de junio | 21:00 |

| Forward Madison FC | 1 - 0 | New England Revolution II | Breese Stevens Field | 30 de junio | 21:00 |
| Tormenta FC        | 1 - 2 | Toronto FC II             | Erk Russell Park     | 30 de junio | 21:00 |
| Richmond Kickers   | 3 - 2 | North Texas SC            | City Stadium         | 3 de julio  | 19:30 |
| Tormenta FC        | 0 - 0 | North Carolina FC         | Erk Russell Park     | 3 de julio  | 21:00 |
| Onion Omaha        | 1 - 1 | Chattanooga Red Wolves SC | Werner Park          | 3 de julio  | 22:00 |
| FC Tucson          | 2 - 1 | Fort Lauderdale CF        | Kino Sports Complex  | 3 de julio  | 23:00 |

| New England Revolution II | 0 - 3 | Greenville Triumph SC | Gillette Stadium             | 4 de julio  | 15:00 |
| New England Revolution II | 1 - 0 | Toronto FC II         | Gillette Stadium             | 9 de julio  | 20:00 |
| Chattanooga Red Wolves SC | 2 - 2 | FC Tucson             | CHI Memorial Stadium         | 10 de julio | 20:00 |
| Greenville Triumph SC     | 0 - 0 | North Carolina FC     | Legacy Early College Field   | 10 de julio | 20:00 |
| North Texas               | 4 - 1 | Forward Madison FC    | Globe Life Park in Arlington | 10 de julio | 22:00 |
| Chattanooga Red Wolves SC | 2 - 1 | Tormenta FC           | CHI Memorial Stadium         | 14 de julio | 20:00 |
| Union Omaha               | 1 - 1 | Forward Madison FC    | Werner Park                  | 16 de julio | 22:00 |

| Richmond Kickers          | 1 - 1 | Fort Lauderdale CF        | City Stadium                 | 17 de julio | 19:30 |
| Greenville Triumph SC     | 2 - 3 | Tormenta FC               | Legacy Early College Field   | 17 de julio | 20:00 |
| North Texas               | 1 - 1 | Chattanooga Red Wolves SC | Globe Life Park in Arlington | 17 de julio | 22:00 |
| FC Tucson                 | 4 - 2 | New England Revolution II | Kino Sports Complex          | 17 de julio | 23:00 |
| North Carolina FC         | 2 - 4 | Toronto FC II             | WakeMed Soccer Park          | 18 de julio | 19:00 |
| North Carolina FC         | 4 - 0 | Richmond Kickers          | WakeMed Soccer Park          | 21 de julio | 20:00 |
| New England Revolution II | 1 - 0 | Toronto FC II             | Gillette Stadium             | 23 de julio | 20:00 |

| Chattanooga Red Wolves SC | 1 - 1 | Greenville Triumph SC | CHI Memorial Stadium | 24 de julio | 20:00 |
| Forward Madison FC        | 1 - 1 | Fort Lauderdale CF    | Breese Stevens Field | 24 de julio | 21:00 |
| Tormenta FC               | 2 - 2 | Richmond Kickers      | Erk Russell Park     | 24 de julio | 21:00 |
| FC Tucson                 | 1 - 2 | Union Omaha           | Kino Sports Complex  | 24 de julio | 23:00 |
| Toronto FC II             | 0 - 0 | Greenville Triumph SC | BMO Training Ground  | 30 de julio | 17:00 |

| Richmond Kickers          | 1 - 0 | FC Tucson          | City Stadium         | 31 de julio | 19:30 |
| Chattanooga Red Wolves SC | 1 - 1 | Forward Madison FC | CHI Memorial Stadium | 31 de julio | 20:00 |
| Union Omaha               | 1 - 1 | North Texas        | Werner Park          | 31 de julio | 21:00 |
| Fort Lauderdale CF        | 2 - 3 | North Carolina FC  | DRV PNK Stadium      | 1 de agosto | 20:30 |
| New England Revolution II | 3 - 0 | North Carolina FC  | Gillette Stadium     | 5 de agosto | 20:00 |
| Toronto FC II             | 2 - 1 | Richmond Kickers   | BMO Training Ground  | 6 de agosto | 17:00 |

| Union Omaha           | 1 - 1 | Forward Madison FC        | Werner Park                  | 16 de julio  | 22:00 |
| Greenville Triumph SC | 1 - 3 | Tormenta FC               | Legacy Early College Field   | 7 de agosto  | 20:00 |
| FC Tucson             | 0 - 2 | North Texas               | Kino Sports Complex          | 7 de agosto  | 23:00 |
| North Carolina FC     | 1 - 4 | Chattanooga Red Wolves    | WakeMed Soccer Park          | 10 de agosto | 20:00 |
| Richmond Kickers      | 2 - 2 | New England Revolution II | City Stadium                 | 14 de agosto | 19:30 |
| Forward Madison FC    | 2 - 1 | Tormenta FC               | Breese Stevens Field         | 14 de agosto | 21:00 |
| North Texas SC        | 4 - 0 | North Carolina FC         | Globe Life Park in Arlington | 14 de agosto | 22:00 |
| FC Tucson             | 0 - 1 | Union Omaha               | Kino Sports Complex          | 14 de agosto | 23:00 |

| Fort Lauderdale CF        | 2 - 0 | Greenville Triumph SC     | DRV PNK Stadium            | 15 de agosto | 20:30 |
| Chattanooga Red Wolves SC | 1 - 1 | North Texas SC            | CHI Memorial Stadium       | 17 de agosto | 20:00 |
| Forward Madison FC        | 2 - 2 | Toronto FC II             | Breese Stevens Field       | 18 de agosto | 21:00 |
| Chattanooga Red Wolves    | 1 - 0 | Union Omaha               | CHI Memorial Stadium       | 21 de agosto | 20:00 |
| Forward Madison FC        | 1 - 1 | North Texas SC            | Breese Stevens Field       | 21 de agosto | 21:00 |
| Tormenta FC               | 1 - 1 | New England Revolution II | Erk Russell Park           | 21 de agosto | 21:00 |
| Greenville Triumph SC     | 0 - 2 | Richmond Kickers          | Legacy Early College Field | 22 de agosto | 20:00 |
| Fort Lauderdale CF        | 0 - 4 | FC Tucson                 | DRV PNK Stadium            | 22 de agosto | 20:30 |

| North Carolina FC         | 1 - 0 | Forward Madison FC        | WakeMed Soccer Park | 25 de agosto         | 20:00 |
| Toronto FC II             | 0 - 0 | Chattanooga Red Wolves SC | BMO Training Ground | 27 de agosto         | 17:00 |
| Richmond Kickers          | 0 - 0 | North Carolina FC         | City Stadium        | 28 de agosto de 2021 | 19:30 |
| Tormenta FC               | 2 - 4 | Fort Lauderdale CF        | Erk Russell Park    | 28 de agosto de 2021 | 21:00 |
| Union Omaha               | 0 - 0 | North Texas SC            | Werner Park         | 28 de agosto de 2021 | 21:00 |
| FC Tucson                 | 2 - 1 | Greenville Triumph SC     | Kino Sports Complex | 28 de agosto de 2021 | 23:00 |
| New England Revolution II | 1 - 2 | FC Tucson                 | Gillette Stadium    | 1 de septiembre      | 20:00 |

| Greenville Triumph SC     | 3 - 0 | Toronto FC II             | Legacy Early College Field   | 3 de septiembre | 20:00 |
| North Carolina FC         | 0 - 3 | Union Omaha               | WakeMed Soccer Park          | 4 de septiembre | 20:00 |
| Fort Lauderdale CF        | 0 - 0 | Chattanooga Red Wolves SC | DRV PNK Stadium              | 4 de septiembre | 20:30 |
| North Texas SC            | 1 - 1 | FC Tucson                 | Globe Life Park in Arlington | 4 de septiembre | 22:00 |
| New England Revolution II | 1 - 1 | Tormenta FC               | Gillette Stadium             | 5 de septiembre | 20:00 |
| Chattanooga Red Wolves SC | 1 - 0 | North Texas SC            | CHI Memorial Stadium         | 8 de septiembre | 20:00 |

| North Carolina FC     | 4 - 1 | New England Revolution II | WakeMed Soccer Park        | 11 de septiembre | 20:00 |
| Greenville Triumph SC | 1 - 0 | Chattanooga Red Wolves SC | Legacy Early College Field | 11 de septiembre | 20:00 |
| Forward Madison FC    | 1 - 0 | Richmond Kickers          | Breese Stevens Field       | 11 de septiembre | 21:00 |
| Tormenta FC           | 2 - 0 | North Texas SC            | Erk Russell Park           | 11 de septiembre | 21:00 |
| Union Omaha           | 2 - 1 | Toronto FC II             | Werner Park                | 11 de septiembre | 21:00 |
| FC Tucson             | 3 - 0 | Fort Lauderdale CF        | Kino Sports Complex        | 11 de septiembre | 23:00 |

| Toronto FC II             | 1 - 1 | Forward Madison FC | BMO Training Ground          | 17 de septiembre | 17:00 |
| New England Revolution II | 3 - 1 | Richmond Kickers   | Gillette Stadium             | 17 de septiembre | 20:00 |
| Chattanooga Red Wolves    | 3 - 1 | North Carolina FC  | CHI Memorial Stadium         | 18 de septiembre | 20:00 |
| North Texas SC            | 2 - 2 | Union Omaha        | Globe Life Park in Arlington | 19 de septiembre | 20:00 |
| Greenville Triumph SC     | 3 - 3 | FC Tucson          | Legacy Early College Field   | 19 de septiembre | 20:00 |
| Fort Lauderdale CF        | 2 - 2 | Tormenta FC        | DRV PNK Stadium              | 19 de septiembre | 20:30 |

| Richmond Kickers          | 1 - 0 | Toronto FC II             | City Stadium               | 25 de septiembre | 19:30 |
| Chattanooga Red Wolves SC | 0 - 1 | New England Revolution II | CHI Memorial Stadium       | 25 de septiembre | 20:00 |
| Forward Madison FC        | 1 - 1 | Greenville Triumph SC     | Breese Stevens Field       | 25 de septiembre | 21:00 |
| Union Omaha               | 0 - 1 | FC Tucson                 | Morrison Stadium           | 25 de septiembre | 21:00 |
| North Carolina FC         | 0 - 1 | North Texas SC            | WakeMed Soccer Park        | 26 de septiembre | 15:00 |
| Toronto FC II             | 3 - 0 | North Carolina FC         | BMO Training Ground        | 1 de octubre     | 17:00 |
| New England Revolution II | 1 - 0 | Forward Madison FC        | Gillette Stadium           | 1 de octubre     | 18:00 |
| Greenville Triumph SC     | 1 - 0 | Fort Lauderdale CF        | Legacy Early College Field | 1 de octubre     | 20:00 |
| Tormenta FC               | 0 - 4 | Union Omaha               | Erk Russell Park           | 1 de octubre     | 21:00 |

| Richmond Kickers   | 1 - 0 | Chattanooga Red Wolves    | City Stadium                 | 2 de octubre  | 19:30 |
| FC Tucson          | 0 - 2 | North Texas SC            | Kino Sports Complex          | 2 de octubre  | 23:00 |
| Richmond Kickers   | 1 - 0 | Forward Madison FC        | City Stadium                 | 6 de octubre  | 19:30 |
| Union Omaha        | 4 - 1 | Fort Lauderdale CF        | Werner Park                  | 6 de octubre  | 21:00 |
| Toronto FC II      | 1 - 0 | New England Revolution II | BMO Training Ground          | 8 de octubre  | 17:00 |
| North Carolina FC  | 2 - 3 | Chattanooga Red Wolves SC | WakeMed Soccer Park          | 9 de octubre  | 16:00 |
| Union Omaha        | 0 - 1 | Greenville Triumph SC     | Werner Park                  | 9 de octubre  | 20:00 |
| North Texas SC     | 1 - 2 | Richmond Kickers          | Globe Life Park in Arlington | 10 de octubre | 20:00 |
| Fort Lauderdale CF | 4 - 4 | Tormenta FC               | DRV PNK Stadium              | 10 de octubre | 20:30 |

| New England Revolution II | 1 - 0 | Forward Madison FC        | Gillette Stadium           | 12 de octubre | 18:00 |
| FC Tucson                 | 0 - 2 | North Carolina FC         | Kino Sports Complex        | 13 de octubre | 23:00 |
| Richmond Kickers          | 3 - 2 | Forward Madison FC        | City Stadium               | 16 de octubre | 19:30 |
| Chattanooga Red Wolves    | 1 - 2 | Toronto FC II             | CHI Memorial Stadium       | 16 de octubre | 20:00 |
| Greenville Triumph SC     | 1 - 0 | New England Revolution II | Legacy Early College Field | 16 de octubre | 20:00 |
| Union Omaha               | 4 - 1 | North Carolina FC         | Werner Park                | 16 de octubre | 20:00 |
| FC Tucson                 | 3 - 1 | Tormenta FC               | Kino Sports Complex        | 16 de octubre | 23:00 |
| Fort Lauderdale CF        | 0 - 1 | North Texas SC            | DRV PNK Stadium            | 17 de octubre | 20:30 |

| Union Omaha           | 1 - 2 | Forward Madison FC        | Werner Park                  | 20 de octubre | 21:00 |
| Toronto FC II         | 1 - 2 | Fort Lauderdale CF        | BMO Training Ground          | 22 de octubre | 17:00 |
| North Carolina FC     | 1 - 0 | Tormenta FC               | WakeMed Soccer Park          | 23 de octubre | 20:00 |
| Greenville Triumph SC | 0 - 0 | Chattanooga Red Wolves SC | Legacy Early College Field   | 23 de octubre | 20:00 |
| Union Omaha           | 2 - 0 | Richmond Kickers          | Werner Park                  | 23 de octubre | 20:00 |
| Forward Madison FC    | 2 - 2 | FC Tucson                 | Breese Stevens Field         | 23 de octubre | 21:00 |
| North Texas SC        | 4 - 1 | New England Revolution II | Globe Life Park in Arlington | 23 de octubre | 21:30 |

| Toronto FC II      | 1 - 0 | New England Revolution II | BMO Training Ground          | 29 de octubre | 16:00 |
| North Carolina FC  | 0 - 2 | Greenville Triumph SC     | WakeMed Soccer Park          | 30 de octubre | 20:00 |
| Forward Madison FC | 2 - 1 | Chattanooga Red Wolves SC | Breese Stevens Field         | 30 de octubre | 22:00 |
| North Texas SC     | 1 - 1 | Union Omaha               | Globe Life Park in Arlington | 30 de octubre | 22:30 |
| FC Tucson          | 4 - 2 | Richmond Kickers          | Kino Sports Complex          | 30 de octubre | 23:00 |

## Play-offs

### Cuartos de final
| Local                     | Resultado | Visitante        | Estadio              | Fecha          |
| ------------------------- | --------- | ---------------- | -------------------- | -------------- |
| Chattanooga Red Wolves SC | 2-1       | North Texas SC   | CHI Memorial Stadium | 6 de noviembre |
| FC Tucson                 | 1-0       | Richmond Kickers | Kino Sports Complex  | 6 de noviembre |

### Semifinales
| Local                 | Resultado | Visitante                 | Estadio                    | Fecha           |
| --------------------- | --------- | ------------------------- | -------------------------- | --------------- |
| Union Omaha           | 6-1       | FC Tucson                 | Werner Park                | 13 de noviembre |
| Greenville Triumph SC | 2-0       | Chattanooga Red Wolves SC | Legacy Early College Field | 13 de noviembre |

### Final
| Local       | Resultado | Visitante             | Estadio     | Fecha           |
| ----------- | --------- | --------------------- | ----------- | --------------- |
| Union Omaha | 3-0       | Greenville Triumph SC | Werner Park | 20 de noviembre |

## Goleadores[6]
- Actualizado el 20 de noviembre de 2021.

| Jugador           | Equipo                    | Goles |
| ----------------- | ------------------------- | ----- |
| Emiliano Terzaghi | Richmond Kickers          | 18    |
| Marios Lomis      | Greenville Triumph SC     | 15    |
| Greg Hurst        | Union Omaha               | 14    |
| Evan Conway       | Union Omaha               | 13    |
| Shaan Hundal      | Fort Lauderdale CF        | 11    |
| Marco Micaletto   | Tormenta FC               | 11    |
| Juan Galindrez    | Chattanooga Red Wolves SC | 11    |